# Makoto Oishi
Makoto Oishi (大石真翔 Oishi Makoto?) (16 de febrero de 1979) es un luchador profesional japonés, conocido por su trabajo en Kaientai Dojo.

## En lucha
- Movimientos finales
  - Miracle Ecstasy[3] (Falling leg trap chokeslam) - adoptado de MEN's Teioh
  - Shooting star press[4]
  - Cross kneelock,[3] a veces realizado desde un wheelbarrow bodyscissors victory roll[3]
  - Bridging straight jacket suplex[2]
  - Bridging full Nelson suplex[5]

- Movimientos de firma
  - Jikiden Tornado Clutch[1][2] (Spinning powerslam cradle pin) - adoptado de MEN's Teioh
  - Sambo Suplex[2] (Side suplex)
  - Ankle lock
  - Dropkick, a veces desde una posición elevada
  - Running lariat
  - Running double knee strike[1]
  - Stunner, a veces a un oponente elevado
  - Tiger feint kick
  - Varios tipos de moonsault:
    - Zetsuhin[2] (Double jump)
    - Tornado de San Juan[3] (Diving corkscrew)
    - Diving
    - Second rope springboard, a veces hacia fuera del ring[2]

## Campeonatos y logros
- Dramatic Dream Team
  - KO-D Openweight Championship (1 vez) - con KUDO

- Ice Ribbon
  - International Ribbon Tag Team Championship (1 vez) - con Chon Shiryu
  - Go! Go! Golden Mixed Tag Team Tournament (2011) - con Neko Nitta

- Kaientai Dojo
  - UWA World Middleweight Championship (3 veces)
  - Independent Junior Heavyweight Championship  (1 vez)
  - Strongest-K Tag Team Championship (2 veces) - con Shiori Asahi
  - WEW Hardcore Tag Team Championship (2 veces) - con Shiori Asahi
  - K-Metal League (2003)
  - Kaientai Dojo Tag League (2006) - con Shiori Asahi
  - Taj Mahal Cup One Day Six-Person Tag Team Tournament (2007) - con Shiori Asahi & Yuji Hino
  - K-Award Mejor actuación (2008)
  - K-Award Luchador del año (2008) compartido con Kengo Mashimo
  - K-Award Lucha del año (2009) contra Shiori Asahi el 31 de enero
  - K-Award Lucha en parejas del año (2007) con Shiori Asahi contra GENTARO & YOSHIYA el 1 de diciembre
  - K-Award Lucha en parejas del año (2011) con Shiori Asahi contra Prince Devitt & Ryusuke Taguchi el 17 de abril

- Michinoku Pro Wrestling
  - MPW Tohoku Tag Team Championship (1 vez) - con Shiori Asahi